# Jorge Célico
Jorge César Fortunato Célico (ur. 13 września 1964 w Buenos Aires) – argentyński piłkarz pochodzenia włoskiego występujący na pozycji bramkarza, trener piłkarski.